# Дьяченко, Александр Григорьевич
Алекса́ндр Григо́рьевич Дьяче́нко (20 ноября 1949, Хорошки или Костовка Полтавской области УССР — 8 ноября 2024, Белгород, Россия) — советский и российский археолог, исследователь черняховских, славянских и древнерусских памятников в бассейнах Ворсклы и Северского Донца.

## Биография
Окончил исторический факультет Харьковского университета (1971), специализируясь на кафедре истории Древнего мира и археологии. В 1971—1973 годах служил в Советской армии, затем работал секретарём комитета ВЛКСМ Харьковского технического училища связи № 2 (1973—1974), инструктором отдела комсомольских организаций Харьковского горкома ВЛКСМ (1974—1975), преподавателем Харьковского университета (1975—1982). В составе университетской археологической экспедиции 1975 года выявил четыре древних поселения у села Бараново.
В 1983 году под руководством Б. А. Шрамко защитил в Московском университете кандидатскую диссертацию на тему «Славянские памятники VIII — середины XIII вв. в бассейне Северского Донца», после чего был приглашён на должность старшего преподавателя в Белгородский педагогический институт. В 1984—1990 годах был доцентом кафедры истории СССР и проректором по заочному обучению, руководил Славяно-русской археологической экспедицией. В 1990 году выдвигал свою кандидатуру на должность ректора института.
С 1990 года преподавал в Харьковском институте культуры, где возглавлял кафедру всеобщей истории и музеологии (1996—1997). Создатель и директор Харьковского межрегионального центра охраны памятников истории и культуры (1991—1993), а также научно-производственного центра «Аркона» (1994—1996). Член бюро Центрально-Чернозёмной секции Научного совета РАН по исторической демографии и исторической географии (1991—1994), учёный секретарь Харьковского областного координационного совета по проблемам древней истории и археологии Украины (1992—1994), глава Белгородского регионального отделения Российского археологического общества «Древности» (1992—1995). В 1997—1999 годах — заместитель директора по научной работе Белгородского историко-краеведческого музея, заведующий археологическим отделом. С 1999 года — доцент, профессор, заведующий секцией гуманитарных и социально-экономических дисциплин инженерно-экономического института при Белгородском технологическом университете, по совместительству — доцент кафедры украиноведения Белгородского государственного университета.
Провёл археологические исследования поселений I тыс. н. э. (Войтенки, Занки) и древнерусского времени (Донец, Хотмыжск, Гайдары, Крапивное), а также масштабные разведочные обследования Белгородской и Изюмской оборонительных линий XVII века.
Скончался 8 ноября 2024 года на 75-м году жизни после продолжительной болезни.

## Публикации
- Міхеєв В. К., Д’яченко О. Г. Дослідження ранньосередньовічного поселення поблизу с. Суха Гомольша (укр.) // Археологічні дослідження на України в 1969 р.  / відп. ред. Є. В. Максимов. — Київ: Наукова думка, 1972. — С. 275—280. Архивировано 4 февраля 2017 года.
- Поселення черняхівської культури на Харківщині (укр.) // Археологія  / відп. ред. І. І. Артеменко. — Київ: Наукова думка, 1975. — Вип. 17. — С. 86—93. Архивировано 21 декабря 2018 года.
- Исследования на Харьковщине // Археологические открытия 1975 года  / отв. ред. Б. А. Рыбаков. — М.: Наука, 1976. — С. 322—323.
- Работы Славянского отряда // Археологические открытия 1976 года  / отв. ред. Б. А. Рыбаков. — М.: Наука, 1977. — С. 291—292.
- Исследования славянских памятников в бассейне Северского Донца // Археологические открытия 1977 года  / отв. ред. Б. А. Рыбаков. — М.: Наука, 1978. — С. 322—323.
- Технология изготовления предметов из Цепляевского клада раннеславянского времени // Использование методов естественных наук в археологии  / отв. ред. В. Ф. Генинг. — Киев: Наукова думка, 1978. — С. 27—35.
- Берестнев С. И., Буйнов Ю. В., Дьяченко А. Г., Шрамко Б. А. Работы новостроечной экспедиции Харьковского университета // Археологические открытия 1978 года  / отв. ред. Б. А. Рыбаков. — М.: Наука, 1979. — С. 302—303.
- Новые исследования Донецкого городища // Археологические открытия 1978 года  / отв. ред. Б. А. Рыбаков. — М.: Наука, 1979. — С. 329—330.
- Пам’ятки черняхівської культури в басейні Сіверського Дінця (укр.) // Археологія  / відп. ред. І. І. Артеменко. — Київ: Наукова думка, 1980. — Вип. 35. — С. 66—74. Архивировано 30 ноября 2023 года.
- Гопак В. Д., Дьяченко А. Г. Техника изготовления клинков древнерусских мечей бассейна Северского Донца // Советская археология. — 1984. — № 4. — С. 252—255.
- Исследования Хотмыжского городища // Археологические открытия 1983 года  / отв. ред. Р. М. Мунчаев. — М.: Наука, 1985. — С. 54.
- Гончарное ремесло древнерусского города Донца // Археологические памятники Юго-Восточной Европы (железный век и эпоха Средневековья)  / отв. ред. Е. В. Дворецкий. — Курск: Курский госпединститут, 1985. — С. 100—119.
- Раскопки селища Занки // Археологические открытия 1986 года  / отв. ред. В. П. Шилов. — М.: Наука, 1988. — С. 275—276.
- Источниковедческий анализ древней керамики с применением методов математической статистики / отв. ред. В. К. Михеев. — Белгород: БГПИ им. М. С. Ольминского, 1988. — 91 с.
- Михеев В. К., Дьяченко А. Г. Археология раннего железного века Восточной Европы (древние славяне). — Белгород: Белгородский пединститут, 1989. — 97 с.
- Хотмыжское городище // Археологические исследования в Центральном Черноземье в XII пятилетке  / отв. ред. А. Г. Дьяченко. — Белгород: Белгородский пединститут, 1990. — С. 28—30.
- Дьяченко А. Г., Зайцев Б. П., Михеев В. К. Нумизматические памятники Белгородской и Харьковской областей. — Белгород: БГПИ им. М. С. Ольминского, 1990. — 22 с.
- О характере жилищно-хозяйственной архитектуры и планировке Донецкого городища в IX — начале X вв. // Археология славянского Юго-Востока  / отв. ред. А. Г. Дьяченко. — Воронеж: Воронежский пединститут, 1991. — С. 37—43.
- О культуре населения Днепро-Донской лесостепи в I тыс. н. э. (по материалам селища Занки) // Археология и история юго-востока Древней Руси  / науч. ред. А. З. Винников. — Воронеж: Изд-во Воронежского ун-та, 1993. — С. 21—24.
- К историко-археологической оценке I и II Белгородских городищ на Меловой горе // Материалы международной научной конференции, посвященной 600-летию спасения Руси от Тамерлана и 125-летию со дня рождения И. А. Бунина  / отв. ред. А. М. Стрельцов. — Елец: Елецкий гос. пед. ин-т, 1995. — С. 17—20.
- Дьяченко А. Г., Лапчинская Л. В., Щапова Ю. Л. О химическом составе и происхождении стеклянных браслетов Донецкого городища // На юго-востоке Древней Руси  / науч. ред. А. Д. Пряхин. — Воронеж: Изд-во Воронежского университета, 1996. — С. 63—72.
- Древний Хотмыжск. — Белгород: Везелица, 1996. — 16 с.
- Древнерусский город на р. Корень // Материалы международной научно-практической конференции «Юг России в прошлом и настоящем: история, экономика, культура» : тезисы докладов  / гл. ред. В. А. Шаповалов. — Белгород: Изд-во Белгородского госуниверситета, 1998. — С. 19—22.
- Дьяченко А. Г., Михеев В. К. Древнерусский археологический комплекс XII—XIII вв. у с. Гайдары (Змеев курган) // Хазарский альманах  / гл. ред. В. К. Михеев. — Киев—Харьков—Москва: Мосты культуры, 2004. — Т. 2. — С. 145—160. Архивировано 6 мая 2023 года.
- Культурная стратиграфия юго-западного участка посада Белгорода Меньшого (железный век — эпоха Средневековья) // Археологическое изучение Центральной России  / отв. ред. А. Н. Бессуднов. — Липецк: Изд-во ЛГПУ, 2006. — С. 311—313.
- Выявление, картографирование и кодификация археологических памятников Белгородской области (1983—2003) // Юг России в прошлом и настоящем: история, экономика, культура : сб. науч. тр. IV междунар. науч. конф.  / отв. ред. И. Т. Шатохин. — Белгород: Изд-во БелГУ, 2006. — Т. 1. — С. 293—299.
- Городище Крапивное — город-крепость на юго-восточном пограничье Руси // Матеріальна та духовна культура Південної Русі  / гол. ред. П. П. Толочко. — Чернігів: Чернігівський національний педагогічний університет імені Т. Г. Шевченка, 2012. — С. 102—105. Архивировано 17 ноября 2022 года.
- Дьяченко А. Г., Погорелов Ю. С., Головской Г. В. Древности раннего железного века и эпохи Средневековья в бассейнах Ворсклы и Тихой Сосны // Грани гуманитарного знания. Сборник статей к 60-летию профессора Сергея Павловича Щавелева  / сост. и ред. Д. П. Кузнецов, О. В. Пыжова. — Курск: Изд-во КГМУ, 2014. — С. 56—68.
- Д’яченко О. Г., Задніков С. А. Деякі городища скіфського часу в верхів'ях р. Ворскла (укр.) // Археологічні дослідження Більсьского городища — 2014  / відп. ред. І. І. Корост. — Київ—Котельва: ЦП НАН України і УТОПІК, 2015. — С. 129—137.
- Памятники раннего железного века и эпохи Средневековья в лесостепном междуречье Ворсклы и Дона // Русский сборник  / отв. ред. Е. А. Шинаков. — Брянск: РИО БГУ, 2016. — Вып. 8. — Т. 1. — С. 54—73.
- Древнерусский город Хотмысль в верховьях Ворсклы (вторая половина XII — середина XIII вв.) // Феномен Більського городища — 2016  / відп. ред. О. Б. Супруненко[укр.]. — Київ—Полтава: Центр пам'яткознавства НАН України і УТОПІК, 2016. — С. 188—199.
- Внешнеполитический фактор и проблема основания Белгорода на Северском Донце (к истории русско-крымских отношений во второй половине XVI в.) // Город Средневековья и раннего Нового времени VI: археология, история  / сост. И. Г. Бурцев. — Тула: Государственный музей-заповедник «Куликово поле», 2018. — С. 226—230.
- Дьяченко А., Лимаров А., Погорелов Ю. Материалы к археологии юго-западного фланга Белгородской черты середины XVII века // Ранній залізний вік Східної Європи: збірник статей на пошану Ірини Шрамко  / ред. С. Скорий, С. Задніков. — Харків—Котельва: ХНУ імені В. Н. Каразіна; ІКЗ «Більськ», 2021. — С. 324—339.